# Tiracola lilacea
Tiracola lilacea là một loài bướm đêm trong họ Noctuidae.